# Steffen Stenbæk
Steffen Stenbæk (født 20. juli 1954) er dansk radio- og tv-chef ved Sjællandske Medier. Han er søn af redaktør Hans Kristian Stenbæk. Steffen Stenbæk er oprindelig uddannet fritidspædagog og var indtil 1986 leder af institutionen Sydbyen i Slagelse.
Steffen Stenbæk var en af initiativtagerne til Radio SLR, der startede sine udsendelser den 5. januar 1987. Radioen startede som en forening, men gik ned i 1989 hvor Steffen Stenbæk blev fyret af radiostationens nye ejer, ejedomsmatador Bent Byg Nielsen. Denne smed også håndklædet i ringen og i 1990 blev SLR omdannet til et anpartsselskab, hvor Steffen Stenbæk blev en af ejerne sammen med Jan Richard, Bo Madsen, Kurt Bo, Jens Sønderup og Jens Vadmand. I 2002 blev radio SLR overtaget af Sjællandske Medier, som ansatte Steffen Stenbæk som radio- og tv-chef. 
Steffen Stenbæk var også med til at starte VTV (Vestsjællands TV) i 1990. . Den 30. oktober 2006 startede tv-kanalen 24 Sjællandske, der i starten udelukkende distribueres på fællesantenneanlæg som kabel-tv i byer som Næstved, Slagelse, Skælskør og Sorø.
I 1993 blev Steffen Stenbæk kåret til Årets Jesper Arkiveret 24. januar 2021 hos  Wayback Machine, som er en borger i Slagelse, der har markeret sig ud over det sædvanlige og har gjort en indsats for at gøre byen kendt.